# Achrioptera magnifica
Achrioptera magnifica är en insektsart som beskrevs av Frank H.Hennemann och Oskar V.Conle 2004. Achrioptera magnifica ingår i släktet Achrioptera och familjen Phasmatidae. Inga underarter finns listade i Catalogue of Life.